# Галатищани
Галатищани (на гръцки: Γαλατσιάνοι, Галацяни, единствено число, мъжки род Γαλατσιάνος, Галацянос) са жителите на градчето Галатища, Егейска Македония, Гърция. Това е списък на най-известните от тях.

## Родени в Галатища
А — Б — В — Г — Д –
Е — Ж — З — И — Й –
К — Л — М — Н — О –
П — Р — С — Т — У –
Ф — Х — Ц — Ч — Ш –
Щ — Ю — Я

### А
- Астерьос Анагност, зограф от XIX век
- Атанасий Галатищки, зограф от XIX век
- Агапий Галатищки (1710 – 1752), новомъченик
- Ангелис Зафири, гръцки революционер, участник в Гръцката война за независимост

### В
- Вениамин Галатищки (ΙΙ половина на XVIII век – 1834), виден зограф от XIX век
- Вениамин Кондракис (Βενιαμίν Κοντράκης), виден зограф от XIX век

### Г
- Георги, зограф от втората половина на XVIII век, работил с Макарий Галатищки в храма „Свети Безсребреници“ в Макриница, който по-късно е разрушен. Подписът им е „διά χειρός Μακαρίου Μοναχού και Γεωργίου εκ χώρας Γαλατήστας“.[1]
- Георгиос Атанасиу, зограф от XIX век[2]
- Георгиос Галацянос (1795 – ?), гръцки революционер, участник в Гръцката война за независимост

### Д
- Димитрий, зограф от XIX век, автор на икона на Свети Антоний и Свети Ефраим Сирин от 1822 г., съхранявана в Музея Бенаки в Атина[3]
- Димитриос Атанасиу (1792 – ?), гръцки революционер, участник в Гръцката война за независимост
- Дукас Папагеоргиу (1803 – ?), гръцки революционер, участник в Гръцката война за независимост

### 3
- Захариас Димитриу (1801 – ?), гръцки революционер, участник в Гръцката война за независимост
- Захарий Галатищки, виден зограф от XIX век

### К
- Константинос Атанасиу (1793 – ?), гръцки революционер, участник в Гръцката война за независимост

### М
- Манолис Кирязи (1800 – ?), гръцки революционер, участник в Гръцката война за независимост
- Макарий Галатищки (? – 1814), виден зограф от XVIII – XIX век
- Макарий, виден зограф от XIX век

### С
- Синесиос Галацянос (1780 – ?), гръцки революционер, участник в Гръцката война за независимост

### Т
- Таласий Галатищки, зограф
- Темистоклис Астериу, зограф, автор на стенописа Христос Страстотерпец от 1904 година в галатищката църква „Свети Николай“.[4]

### Ф
- Филипос Василиу (1808 – ?), гръцки революционер, участник в Гръцката война за независимост

### Я
- Янакис Махерас (1780 – ?), гръцки революционер, участник в Гръцката война за независимост